# Podosphaera aphanis

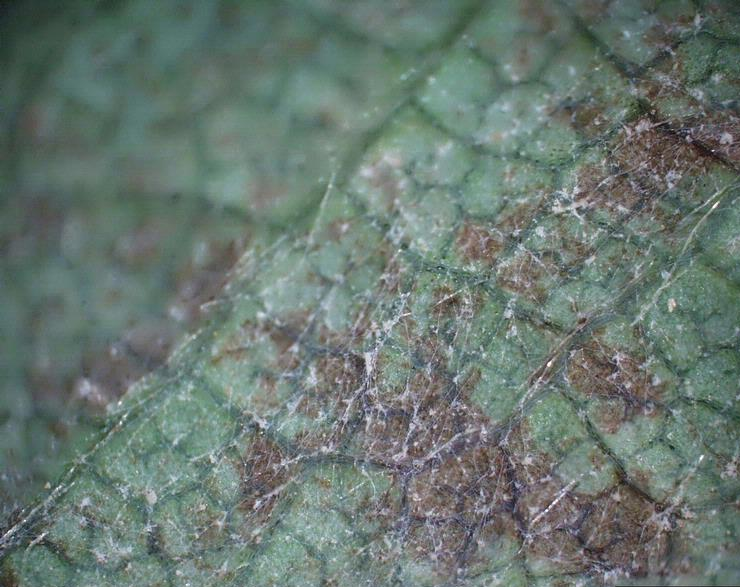
Strzępki na powierzchni liścia truskawki

Podosphaera aphanis (Wallr.) U. Braun & S. Takam. – gatunek grzybów należący do rodziny mączniakowatych (Erysiphaceae). Grzyb mikroskopijny, pasożyt bezwzględny wielu gatunków roślin z rodziny różowatych Rosaceae i mirtowatych Myrtaceae. Wywołuje u nich chorobę zwaną mączniakiem prawdziwym.

## Systematyka i nazewnictwo
Pozycja w klasyfikacji według Index Fungorum: Podosphaera, Erysiphaceae, Helotiales, Leotiomycetidae, Leotiomycetes, Pezizomycotina, Ascomycota, Fungi.
Po raz pierwszy takson ten zdiagnozował w 1819 roku C.F. Wallroth, nadając mu nazwę Alphitomorpha aphanis. Obecną, uznaną przez Index Fungorum nazwę nadali mu w 2000 roku U. Braun i S. Takam.
Synonimy:
- Alphitomorpha aphanis Wallr. 1819
- Erysiphe alchemillae Grev. 1824
- Oidium fragariae Harz 1887
- Podosphaera aphanis (Wallr.) U. Braun & S. Takam. 2000 var. aphanis
- Podosphaera aphanis var. hyalina (U. Braun) U. Braun & S. Takam. 2000
- Sphaerotheca alchemillae (J. Steiner) Erikss. 1928
- Sphaerotheca alchemillae (Grev.) L. Junell 1965
- Sphaerotheca aphanis (Wallr.) U. Braun 1982
- Sphaerotheca aphanis (Wallr.) U. Braun 1982 var. aphanis
- Sphaerotheca aphanis var. hyalina U. Braun 1985
- Sphaerotheca castagnei f. alchemillae J. Steiner 1908
- Sphaerotheca macularis f. fragariae (Harz) Jacz. 1927

## Morfologia
Tworzy na powierzchni porażonych roślin biały nalot złożony ze strzępek grzybni, konidioforów i powstających na nich konidiów. Strzępki o szerokości 3–5 μm. Konidiofory proste, wzniesione, cylindryczne lub nieco rozszerzające się od podstawy ku górze, o długości 50–160 μm i szerokości 8–13,5 μm u podstawy. Składają się z 2–3 komórek. Przegroda konidioforu czasami nieco oddalona od rozgałęzienia grzybni. Appressoria niewyraźne, brodawkowate. Konidia powstają w łańcuszkach. Są elipsoidalne lub jajowate, o zmiennej wielkości. Młode konidia mają wymiary około 23–44 × 15–26 μm i końce czasem lekko zwężające się. Kuliste klejstotecja w rozproszeniu, czasami rzadko rozmieszczone w grzybni, czasami gęsto. Mają średnicę (60–) 70–100 (–110) μm. Zbudowane są z nieregularnie ukształtowanych, lub wielobocznych komórek o średnicy 6–25 (–30) μm. Przyczepki wyrastają głównie z dolnej połowy klejstotecjum, rzadko sięgając górnej połowy. Mają długość równą 0,25–2 średnic klejstotecjum, są elastyczne, septowane, bezbarwne, o powierzchni gładkiej lub nieco chropowatej, cienkościenne, proste, rzadko i nieregularnie rozgałęzione. Mają szerokość 3,5–8 μm i są splątane z sobą, lub strzępkami grzybni, często także z włoskami rośliny żywicielskiej. Worki o wymiarach 60–95 × 50–75 μm, zazwyczaj 8–zarodnikowe, rzadko 6–zarodnikowe. Askospory o zmiennym kształcie – od elipsoidalnego do niemal kulistego. W pełni rozwinięte mają wymiary (16–) 18–26 (–30) × 11–18 μm.

## Występowanie
Gatunek szeroko rozprzestrzeniony, występujący niemal na całym świecie. Znane jest jego występowanie w Europie (w tym na Islandii), Azji (Azja Środkowa, Chiny, Japonia, Syberia, Tajwan), Ameryce Północnej (USA, Kanada, Alaska), w Ameryce Południowej, na Islandii, w Afryce (Rodezja, RPA), Australii i Nowej Zelandii. W Polsce pospolity, w literaturze mykologicznej podano kilkadziesiąt jego stanowisk.
Pasożytuje na różnych gatunkach zaliczanych do rodzajów: Agrimonia, Alchemilla, Aphanes, Aremonia, Aruncus, Chamaerhodes, Comarum, Duchesnea, Fragaria, Geum, Potentilla, Rubus, Sibbaldia zaliczanych do rodziny różowatych Rosaceae, oraz Eucalyptus z rodziny mirtowatych Myrtaceae. Wywołuje m.in. mączniaka prawdziwego truskawki.